# Škoda 22Tr

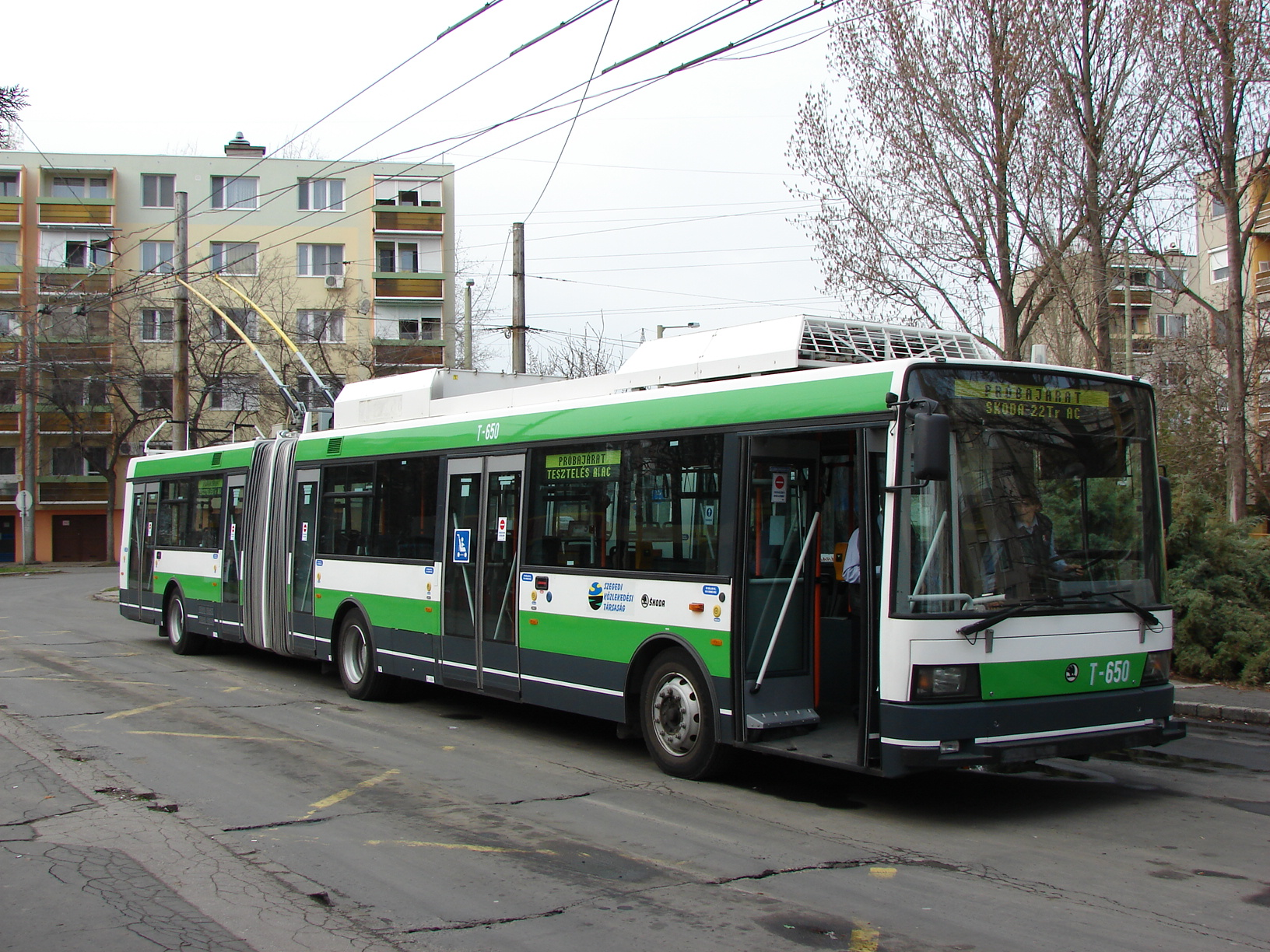
Trolejbus Škoda 22TrAC w Segedynie

Škoda 22Tr – niskopodłogowy, dwuczłonowy trolejbus produkowany w latach 2002–2004 przez zakłady Škoda Ostrov. Wywodzi się z niego standardowy trolejbus Škoda 21Tr i autobus Škoda 21Ab.

## Konstrukcja
Został opracowany na początku lat 90. XX wieku jako pierwszy typ nowej gamy modeli trolejbusów Škody. Dopiero później w oparciu o ten trolejbus powstały 12-metrowe trolejbusy 21Tr i autobusy 21Ab. Chociaż wkrótce rozpoczęła się produkcja obu tych typów, 22Tr pozostał tylko w dwóch prototypach. Dopiero w 1999 r. wznowiono prace nad projektem niskopodłogowego, dwuczłonowego trolejbusu, a pierwsze seryjne egzemplarze wyprodukowano dopiero w 2002 r. Pod względem konstrukcyjnym całą gamę modeli opracował inż. arch. Patrik Kotas.
22Tr to trzyosiowy pojazd niskopodłogowy z samonośnym nadwoziem. Składa się z dwóch członów, które są ze sobą połączone przegubem. Nadwozie jest stalowe, czoła trolejbusu wykonano z tworzyw sztucznych. Po prawej stronie nadwozia znajduje się troje dwuskrzydłowych drzwi. Przed i za przegubem znajduje się jeszcze dwoje pojedynczych drzwi. Wszystkie drzwi sterowane są elektropneumatycznie, pasażerowie otwierają je indywidualnie (za pomocą przycisków). Między pierwszymi a drugimi drzwiami podłoga znajduje się na wysokości 360 mm nad jezdnią. W dalszej części trolejbusu podłoga została już podniesiona do poziomu 560 mm (siedzenia umieszczono na specjalnych podwyższonych stopniach). Podłoga pokryta jest wykładziną antypoślizgową.
Wyposażenie elektryczne opiera się na regulacji impulsowej dwóch szeregowych silników trakcyjnych prądu stałego. Silniki zasilają przekształtniki z tyrystorami GTO (tyrystor wyłączalny prądem bramki, ang. gate turn-off thyristor). Jednak pierwszy prototyp został wyposażony w inne wyposażenie elektryczne, AEG (dlatego oznaczono go jako Škoda 22TrG), pozostałe trolejbusy mają już wyposażenie Škody.

### 22TrAC
22TrAC to oznaczenie jedynego produkowanego trolejbusu z jednym asynchronicznym silnikiem trakcyjnym. Mechanicznie nie różni się zbytnio od pozostałych wagonów 22Tr, istotnym zmianom uległa jedynie część elektryczna trolejbusu.

## Prototypy

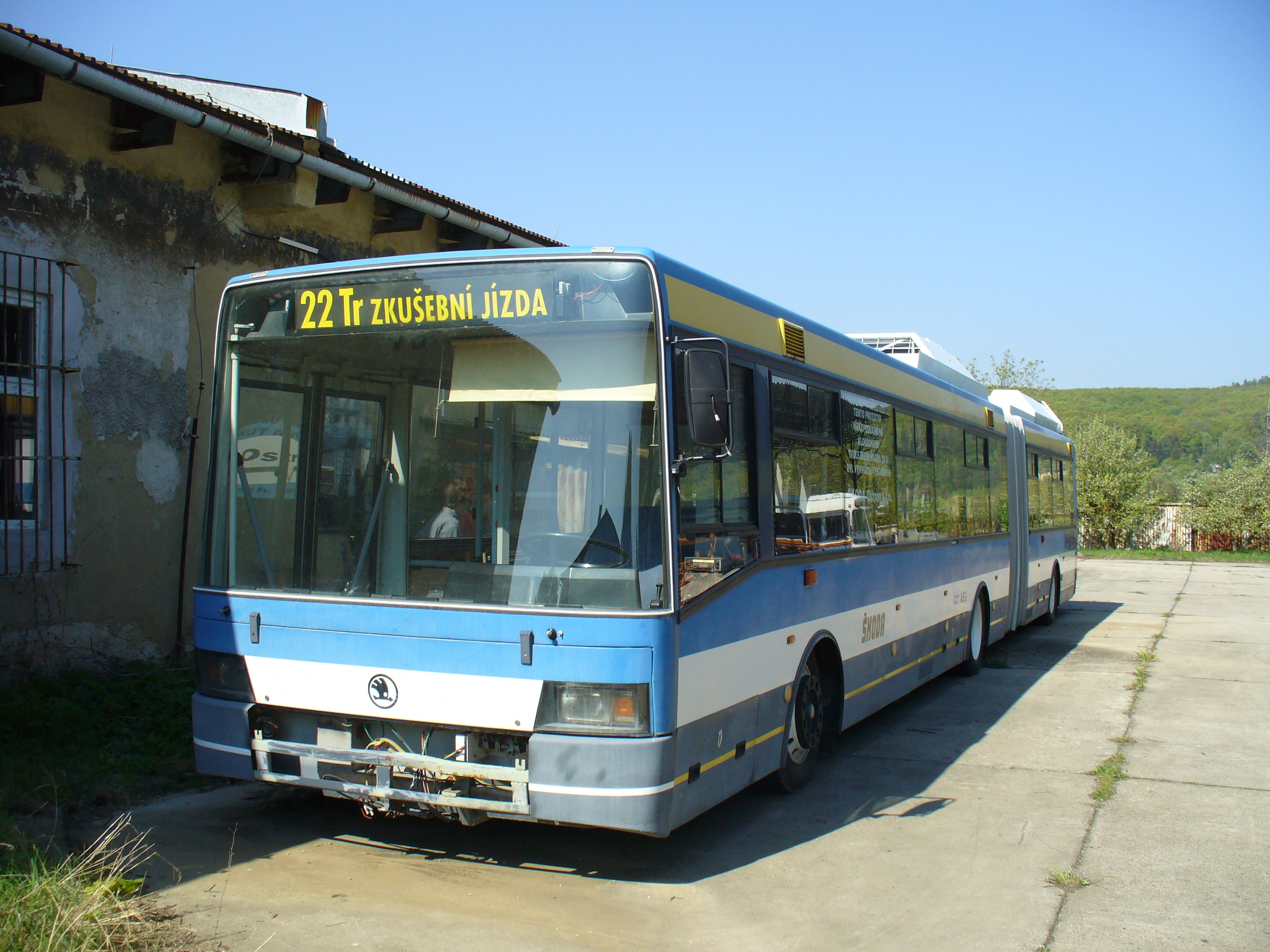
Częściowo rozmontowany pierwszy prototyp Škoda 22TrG

Pierwszy prototyp trolejbusu 22Tr wyprodukowano w 1993 r. Po testach na linii do Jáchymova, w latach 1994 i 1995 przeszedł testy w Uściu nad Łabą. Jednak ze względu na awarię wyposażenia elektrycznego został odesłany do producenta, gdzie przez kilka lat pozostawał odstawiony. Z biegiem czasu stał się praktycznie wrakiem, a nawet rozważano jego zezłomowanie. W 2004 r. został sprzedany stowarzyszeniu obywatelskiemu „Na rzecz ochrony zabytkowych trolejbusów i autobusów” (Za záchranu historických trolejbusů a autobusů, ZHTA). Przewieziono go do Brna, gdzie po kilkumiesięcznym postoju w zajezdni Komín przeniesiono go do dawnych koszar Rechkovice, w których obecnie Muzeum Techniki w Brnie garażuje swoje zabytkowe autobusy i trolejbusy. Podczas przeprowadzki do tej morawskiej metropolii przewidywano, że trolejbus zostanie przystosowany do eksploatacji w Brnie, ale plany te nie zostały zrealizowane. W 2010 r. został zakupiony przez Muzeum Techniki, które dokonało jego stopniowego demontażu.
Drugi prototyp trolejbusu 22Tr (oznaczany także jako 22TrS) został wyprodukowany w 1994 r. W latach 1995–1997 przechodził testy w Pilźnie, Brnie i Ostrawie. Następnie został odesłany do producenta. W 2000 r. przystosowano go do ruchu liniowego, a rok później przeprowadzono jazdy próbne w Uściu nad Łabą. Trolejbus został sprzedany przewoźnikowi z Uścia i otrzymał numer 601. Trolejbus został wycofany z eksploatacji w 2010 r., jednak nie przeprowadzono pierwotnie planowanego remontu w firmie Zliner. Trolejbus przez dłuższy czas stał w zajezdni w Všebořicach i dopiero w październiku 2014 r. został przewieziony do hali serwisowej w celu kontroli stanu technicznego. Następnie firma transportowa zdecydowała się na modernizację pojazdu we współpracy z firmą Acier. W czerwcu 2016 r. szkielet trolejbusu została naprawiona i pomalowana, a w warsztatach usteckiego przewoźnika odbył się stopniowy montaż końcowy. W 2021 r. zakończono remont generalny trolejbusu, w październiku tego r. odbyły się jego pierwsze jazdy próbne na ulicach miasta, a w listopadzie 2021 r. zaczął się ponownie pojawiać w ruchu liniowym.
Prototyp i jedyny wyprodukowany trolejbus typu 22TrAC powstał w 2003 r. Pierwotnie był to pojazd wyłącznie testowy i demonstracyjny. Po zakończeniu produkcji w Škodzie Ostrov pozostał w siedzibie firmy, a później został przeniesiony do jej nowej siedziby w Pilźnie. W 2006 r. został sprzedany do węgierskiego Segedyna, gdzie otrzymał numer T-650. Został wycofany z ruchu w 2015 r. i zezłomowany w 2020 r.

## Dostawy
W latach 1993–2004 wyprodukowano ogółem 13 trolejbusów 22Tr.
| Państwo | Miasto         | Typ    | Lata dostaw | Liczba | Numery taborowe | Uwagi                                                       |             |
| ------- | -------------- | ------ | ----------- | ------ | --------------- | ----------------------------------------------------------- | ----------- |
| Czechy  | Brno           | 22Tr   | 2003–2004   | 8      | 3601–3608       |                                                             | [ 5 ]       |
| Czechy  | Uście nad Łabą | 22Tr   | 2002–2003   | 3      | 601–603         | 601 – drugi prototyp                                        | [ 6 ]       |
| Czechy  | ZHTA Igława    | 22TrG  | 2004        | 1      | –               | pierwszy prototyp, pierwszy czeski trolejbus niskopodłogowy | [ 7 ]       |
| Węgry   | Segedyn        | 22TrAC | 2006        | 1      | T-650           | prototyp 22TrAC                                             | [ 8 ] [ 9 ] |

## Eksploatacja

### Brno
Dopravní podnik města Brna zamówił początkowo 12 trolejbusów Škoda 22Tr, w związku z problemami producenta i późniejszym zaprzestaniem produkcji trolejbusów w Ostrovie dostarczono tylko osiem, które oznaczono numerami 3601–3608. Od grudnia 2021 r. zaczęto wycofywać wozy 22Tr, gdyż rozpoczęto modernizację taboru w oparciu o nowo dostarczone trolejbusy Škoda 27Tr. Jako ostatnie do końca 2022 r. w eksploatacji pozostały trolejbusy nr 3603 i 3605, ostatni trolejbus nr 3605 został wysłany na linię nr 19 grudnia 2022 r. Uroczystość kończąca eksploatację typu 22Tr odbyła się 22 stycznia 2023 r., kiedy specjalną linię obsłużyły trolejbusy nr 3603 i 3605.
Trolejbus nr 3601, któremu w latach 2022–2023 przywrócono pierwotny wygląd, zasilił tabor zabytkowy brneńskiego przewoźnika i w czasie wakacji w 2023 r. był sporadycznie wysyłany w dni wolne od pracy na linię nr 25 (wraz z zabytkowym trolejbusem 15Tr nr 3502).

### Uście nad Łabą
W latach 2002–2003 zakupiono trzy trolejbusy Škoda 22Tr nr 601–603. Po ich dostawie rozważano zakup dodatkowych trolejbusów 22Tr, jednak ostatecznie w związku z obawami dotyczącymi „choroby wieku dziecięcego” typu 22Tr zakupiono w zamian cztery trolejbusy Škoda 15TrM nr 563 do 566.
Trolejbus nr 601, pierwotnie drugi prototyp, był odstawiony w latach 2010–2021, a od 2014 r. przechodził remont. Do eksploatacji powrócił jesienią 2021 r. Pozostałe dwa trolejbusy kursowały liniowo odpowiednio do 2015 r. (nr 602) i 2016 r. (nr 603), kiedy to również zostały wycofane z ruchu. Po kilku latach przystąpiono także do ich generalnego remontu, który jednak przerwano w 2022 r. We wrześniu 2023 r. ustecki przewoźnik wystawił je na sprzedaż.

### Inne miejscowości
W 1998 r. Dopravní společnost Zlín-Otrokovice zamówiła siedem trolejbusów 22Tr, lecz nie zostały one nigdy dostarczone.

## Pojazdy historyczne
| Pochodzenie | Numer taborowy | Obecny właściciel            | Typ  | Rok produkcji | Historyczny od |               |
| ----------- | -------------- | ---------------------------- | ---- | ------------- | -------------- | ------------- |
| Brno        | 3601           | DP Brno                      | 22Tr | 2003          | 2023           | [ 13 ]        |
| Brno        | 3605           | Podkarpatský dopravný spolok | 22Tr | 2004          | 2023           | [ 17 ] [ 18 ] |